# Embia maroccana
Embia maroccana is een insectensoort uit de familie Embiidae, die tot de orde webspinners (Embioptera) behoort. De soort komt voor in Marokko.
Embia maroccana is voor het eerst wetenschappelijk beschreven door Ross in 1966.